# Konār Zard
Konār Zard (persiska: كَنارِ زَرد, كُنارِ زَرد, كنار زرد) är en ort i Iran.   Den ligger i provinsen Hormozgan, i den södra delen av landet, 1 000 km söder om huvudstaden Teheran. Konār Zard ligger 244 meter över havet och antalet invånare är 242.
Terrängen runt Konār Zard är kuperad åt sydväst, men åt nordost är den bergig. Konār Zard ligger nere i en dal som går i öst-västlig riktning. Runt Konār Zard är det glesbefolkat, med 11 invånare per kvadratkilometer. Närmaste större samhälle är Kūkherd, 19,1 km väster om Konār Zard. Trakten runt Konār Zard är ofruktbar med lite eller ingen växtlighet.